# Guerra Tutt-Everett
La Guerra Tutt-Everett, también conocida como la Guerra del Condado de Marion o la Guerra de los Tutt, King y Everett, fue un enfrentamiento de orígenes políticos que implicó a varias familias notables del condado de Marion (Arkansas, Estados Unidos) entre 1844 y 1850, una época de gran fervor político que culminaría con la guerra civil estadounidense.

## Trasfondo
La discusión concernía a las familias Tutt, miembros del partido whig, y los Everett, de orientaciones demócratas. La familia Everett se había mudado a Arkansas desde Kentucky, y John "Sim" Everett, Jesse y Bart Everett habían logrado convertirse en miembros importantes de la comunidad en poco tiempo. La familia Tutt, originaria de Tennessee y encabezada por Hansford "Hamp" Tutt, gozaba de una buena posición en el condado de Searcy (Arkansas) antes de que un enfrentamiento familiar hiciese que una rama de la familia se trasladase al condado de Marion. Una tercera familia, los King, se habían visto implicados en el conflicto, tomando partido por los Tutt, a los que les unía su afiliación whig.
La violencia se inició durante una discusión política en Yellville, Arkansas, que degeneró rápidamente en una pelea multitudinaria. La refriega tuvo su punto culminante en el momento en que Alfred Burnes, del bando de los Tutt, golpeó a John Everett con un azadón en la cabeza. Dándole por muerto, muchos de los participantes huyeron del lugar. Sin embargo, John Everett sobrevivió a su grave herida, dando inicio a una serie de peleas que se prolongarían durante años, y siempre como consecuencia de las acaloradas discusiones sostenidas por miembros de uno y otro partido.

## Aumento de la violencia (1848-1850)
El 9 de octubre de 1848 se produjo el primer enfrentamiento armado en el contexto de estas peleas. El tiroteo, que tuvo lugar en el centro de Yellville, implicó a varios miembros de las tres familias, y resultó en la muerte de John Everett. El siguiente 11 de octubre, los Everett se tomaron su venganza, asesinando a "Old" William King y a su hijo Lumis King. Billy King, otro hijo de William, y un amigo conocido solo por su apodo, "Cherokee Bob", resultaron heridos, pero lograron escapar. Se desató así una cadena de venganzas que resultaban en ataques recíprocos al menos una vez al mes, en el curso de la cual muchos de los participantes resultaron heridos. Ese mismo año, Ewell Everett había sido elegido como juez del condado, mientras que George Adams -que apoyaba a los Tutt- había sido nombrado marshal. Los nombramientos no relajaron la tensión, y más bien incrementaron la fricción entre las familias. Jesse Everet y uno de sus partidarios, Jacob Stratton, se desplazaron a Texas para un asunto de negocios.
El sheriff del condado, Jesse Mooney, que se había ganado fama de dureza gracias a algunos enfrentamientos con forajidos locales -al final, matando a dos de ellos- organizó una guardia urbana el 4 de julio de 1849 para intentar detener el conflicto. Ese día se produjo el mayor enfrentamiento armado del conflicto, con los Everett disparando desde un edificio del centro contra un saloon situado al otro lado de la calle en el que se habían refugiado los Tutt.
Comunicándose con ambos bandos, el sheriff Mooney intentó calmar la situación. Sin embargo ambas facciones ignoraron cualquier intento de mediación, y el tiroteo continuó, con el sheriff Mooney y su cuadrilla atrapados entre dos fuegos. El tiroteo duró hasta la noche, cuando ambos bandos se quedaron sin munición. Entonces se arrojaron en grupo a la calle y comenzaron una descomunal pelea cuerpo a cuerpo. Cuando todo acabó, Jack Kink, Bart Everett, Davis Tutt, Ben Tutt y Lunsford Tutt yacían muertos sobre la tierra. John "Uncle Jacky" Hurst había recibido un disparo en la pierna, por haber saltado entre Mooney y S. W. Ferrall, del bando de los Tutt, en el momento en que este último disparaba contra el sheriff. Algunos más estaban heridos de bala o con golpes con un objeto contundente. Dave Sinclair, que era sospechoso de haber matado a John Everett el año anterior, intentó escapar de la ciudad, pero algunos de los Everett le encontraron y le asesinaron al día siguiente, el 5 de julio de 1849.
Jesse Everett, que estaba en Texas, sabedor de la muerte de su hermano Bart, decidió regresar a Kansas para vengarle. El sheriff Mooney, entretanto, envió a su hijo Tom a la ciudad de Little Rock para solicitar la intervención del gobernador Thomas Drew. Aunque es seguro que Tom Mooney se entrevistó con el gobernador, el joven desapareció en su viaje de vuelta a Yellville: Se encontró su caballo, pero no su cuerpo. El gobernador Drew organizó una milicia en el vecino condado de Carroll, que sustituyó al sheriff Mooney en cuanto llegó a la ciudad. Aunque el sheriff se consideraba responsable por no haber sabido impedir la sangría, es poco probable que pudiese haber tomado medidas eficaces contra la cadena de venganzas, que duraba ya décadas. Por otra parte, era difícil encontrar un sustituto para el cargo que no estuviese demasiado implicado con uno u otro partido.
Varios miembros de la facción de los Everett fueron arrestados y encarcelados, pero como la milicia se desorganizó al cabo de seis semanas algunos miembros libres de su bando se infiltraron en la prisión y liberaron a sus camaradas. "Hamp" Tutt, temeroso de Jesse Everett, se apresuró a esconderse, pero sin éxito: Everett le localizó y le asesinó en septiembre de 1850. Con su muerte el enfrentamiento terminó por fin.
Además de la guerra entre los Flynn y los Doran, desarrollada durante la década de 1880 en Hot Springs, Arkansas, que culminó en el tiroteo de Hot Springs en 1889, el de los Tutt y Everett fue el mayor conflicto civil que hubo en dicho estado. Davis Tutt, que era un niño durante esta época, y cuyo padre jugó un papel determinante para el bando de los Tutt, tuvo que huir al oeste tras alistarse en el Ejército Confederado durante la Guerra Civil. En Springfield, Misuri, conoció al pistolero Wild Bill Hickok, quien el 21 de julio de 1865 le mató en otro tiroteo, motivado por una deuda de juego.